# Basilika Marienweiher

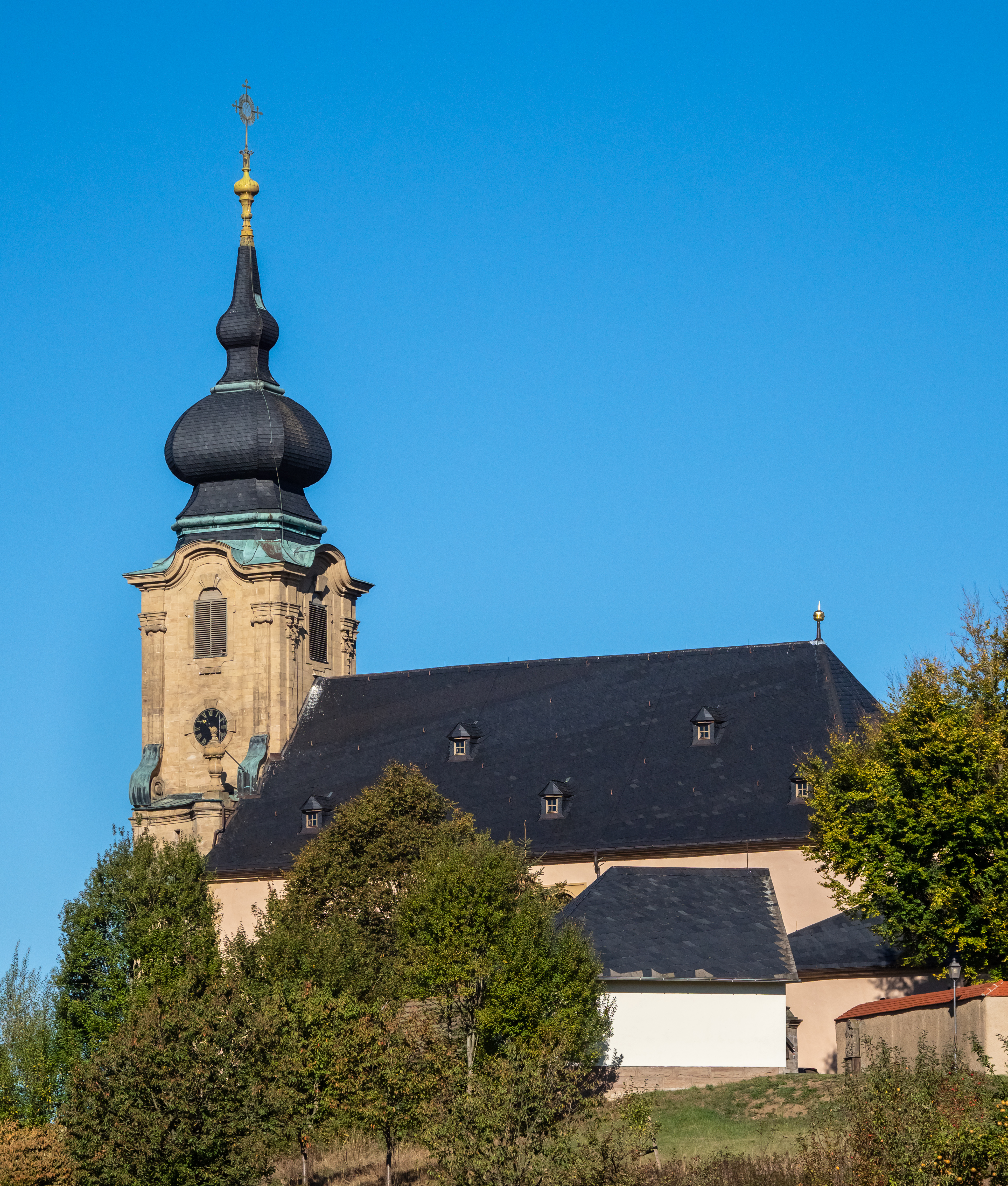
Basilika Marienweiher

Die Basilika Mariä Heimsuchung im Marktleugaster Gemeindeteil Marienweiher ist die Wallfahrtsbasilika der römisch-katholischen Pfarrei Marienweiher des Dekanats Hof im Erzbistum Bamberg.
Im Erzbistum ist Marienweiher der größte Marienwallfahrtsort und neben dem Bamberger Dom, der Basilika Vierzehnheiligen und der Basilika Gößweinstein eine der vier basilicae minores. Die Kirche erhielt 1993 den päpstlichen Ehrentitel. Marienweiher zählt zu den ältesten Marienwallfahrtsorten Deutschlands mit jährlich rund 8000 Pilgern.

## Die Ursprungslegende der Wallfahrt aus dem 12. Jahrhundert
Für Marienweiher schrieb 1816 der damalige Pfarrer A. F. Hofmann die bis dahin mündlich überlieferte Ursprungslegende nieder:
„Vom Franken nach Sachsen gieng dahier eine Hauptstrasse durch, zu jener Zeit aber war die hiesige Gegend noch sehr mit dichten Wäldern überwachsen, es waren also an der Landstrasse in den Wäldern mehrere sogenannte Nothwirtshäusser in verschiedenen Entfernung gebaut, ein solches war auch an der Vordersee errichtet. Nun soll ein Fuhrmann aus Sachsen, welches dort Mal noch ganz katholisch war, ein Marienbild in Franken verfertigen lassen, um solches mit sich nach Hause zu bringen. Er übernachtete eben, als er dieses Bild auf seinen Wagen hatte, auf seiner Heimreise in Vordersee dahier.
In den dichten Waldungen besonders an den Landstrassen waren nach den dortmaligen Zeitgeist, Räuberhorden eine nicht seltene Erscheinung. Eine solche Rotte überfiel das Wirtshaus zu Vordersee in der nämlichen Nacht, wo der Fuhrmann übernachtete, wahrscheinlich war der Ueberfall auf ihn gerichtet, er kam aber mit Wagen, Pferdt und Vermögen glücklich durch. Um seine Dankbarkeit gegen Gott und Maria, die er in dieser so grossen Gefahr angerufen hat, zu erkennen zu geben, hat er die bei sich gehabte Bildnis Mariens neben der Landstrasse aufgerichtet, eine kleine Kapelle vom Holz darüber gebaut, und soll nachher seine Güter in Sachsen verkauft, und sich selbst wohnhaft hier angesiedelt haben. [...]
Diese Sage von dem Ursprung des Bildes Mariens versichern die ältesten Männer aus dem Munde ihrer Väter und Großväter und diese eben so aus dem Munde ihrer Väter und Großväter gehört zu haben. Diese mündliche Überlieferung hat immer etwas Ehrwürdiges - Genug - daß dieses Bild schon vor siebenhundert Jahren, zur Verehrung aufgestellt, und zu Zeiten des hl. Otto eine alte Wallfahrt genannt wurde.“

## Die erste Kirche
Der erste historisch belegte Nachweis einer Kirche in Marienweiher stammt aus dem Jahr 1189, als diese durch Bischof Otto II. von Bamberg in den Besitz des Zisterzienserklosters Langheim überging. In den folgenden mehr als 200 Jahren nahmen von dort Zisterziensermönche die Seelsorge in Marienweiher wahr, auch, als Langheim Pfarrkirche und Dorf 1384 aufgrund hoher Schulden an das Bistum Bamberg verkaufen musste. Historisch nicht gesichert ist die Erzählung über die Namensgebung des Ortes nach dem Einfall der Hussiten in Franken 1429/30: Die Einwohner von Marienweiher hätten das Madonnenbild in einem nahen Dorfweiher versteckt, um es zu schützen. Denzel hält dazu fest: „Es gibt keine Quelle, die diese Zerstörungen und Ereignisse bestätigen würde. Stattdessen musste die Pfarrei Marienweiher 1431 sogar einen Beitrag zur sogenannten Hussitensteuer leisten, während Pfarreien, deren Kirchen zerstört waren (so Marktschorgast) davon ausgenommen blieben.“
Wesentlich bedeutender erscheint der damalige Zeitgeist, als sich die Menschen immer stärker Gedanken um ihr Seelenheil machten und Fußwallfahrten besonders in nahe und damit für die überwiegend arme Bevölkerung leicht erreichbare Gnadenorte sehr stark zunahmen. Bestärkt wird dies durch Wundergeschichten um Marienweiher, von denen wohl die bekannteste das sogenannte Türkenwunder ist, die Befreiung des jungen Marktleugaster Bürgers Drescher aus türkischer Gefangenschaft während der Türkenkriege im 16. Jahrhundert. Dieser Mann wollte dem christlichen Glauben nicht abschwören und sollte hingerichtet werden. Er betete daraufhin zur Muttergottes von Marienweiher, und als er vom Schlaf erwachte, fand er sich an den Stufen des Hochaltars der Kirche wieder. Während der Wandlung im anschließenden Gottesdienst seien zudem die Ketten ohne menschliches Zutun abgesprungen.

## Die zweite Kirche
Ende des 15. Jahrhunderts gab es einen Kirchenneubau als dreischiffige Halle. Darin befand sich das noch erhaltene Gnadenbild aus der Zeit um 1500: eine geschnitzte Marienfigur eines namentlich nicht bekannten Bildhauers. Dass sie auf einer Mondsichel steht und ihr Haar bis zur Hüfte herabfallend gewellt dargestellt wurde, ist durch den barocken Prachtmantel nicht zu erkennen. Weitere Wundergeschichten wie die des jungen Drescher förderten den Wallfahrtskult um Marienweiher vor allem im 17. Jahrhundert. Dazu kamen die Verwüstungen und Zerstörungen der ab 1631 in Franken einfallenden Schweden. So wurde beispielsweise Eggolsheim bis auf den Kirchturm dem Boden gleichgemacht, woraufhin die überlebenden Bewohner eine Bittprozession nach Marienweiher gelobten. Mitte des 17. Jahrhunderts waren erstmals Franziskaner-Brüder tätig, um den wachsenden Ansturm von teilweise täglich 700–800 Wallfahrern gerecht zu werden, sodass bereits um 1690 für die nun zwölf Franziskaner das vorhandene Klösterlein offiziell zu einem Kloster und die Gemeinschaft der Franziskaner zu einem Konvent erhoben wurde.

## Die heutige Kirche

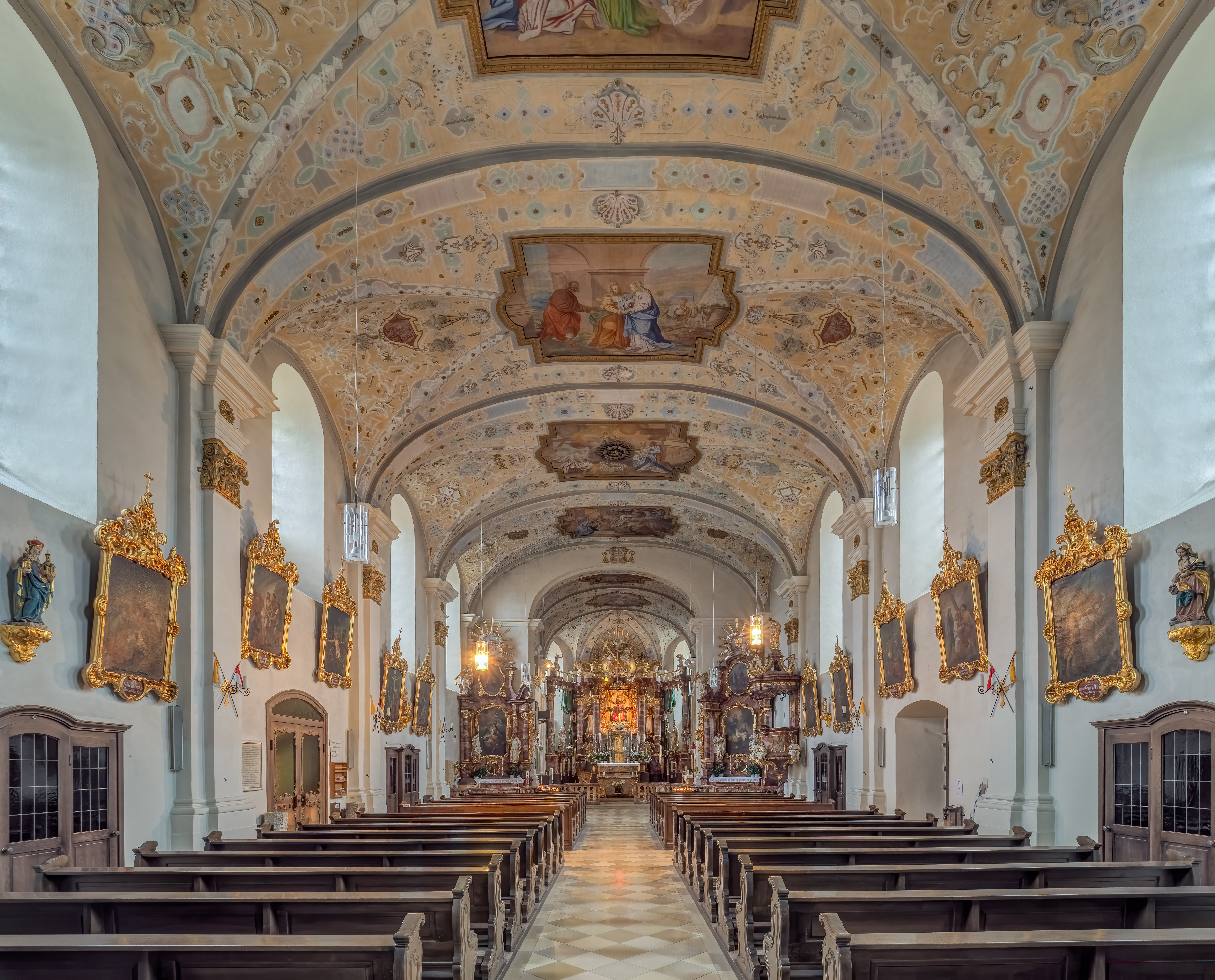
Innenansicht der Basilika im Jahr 2018

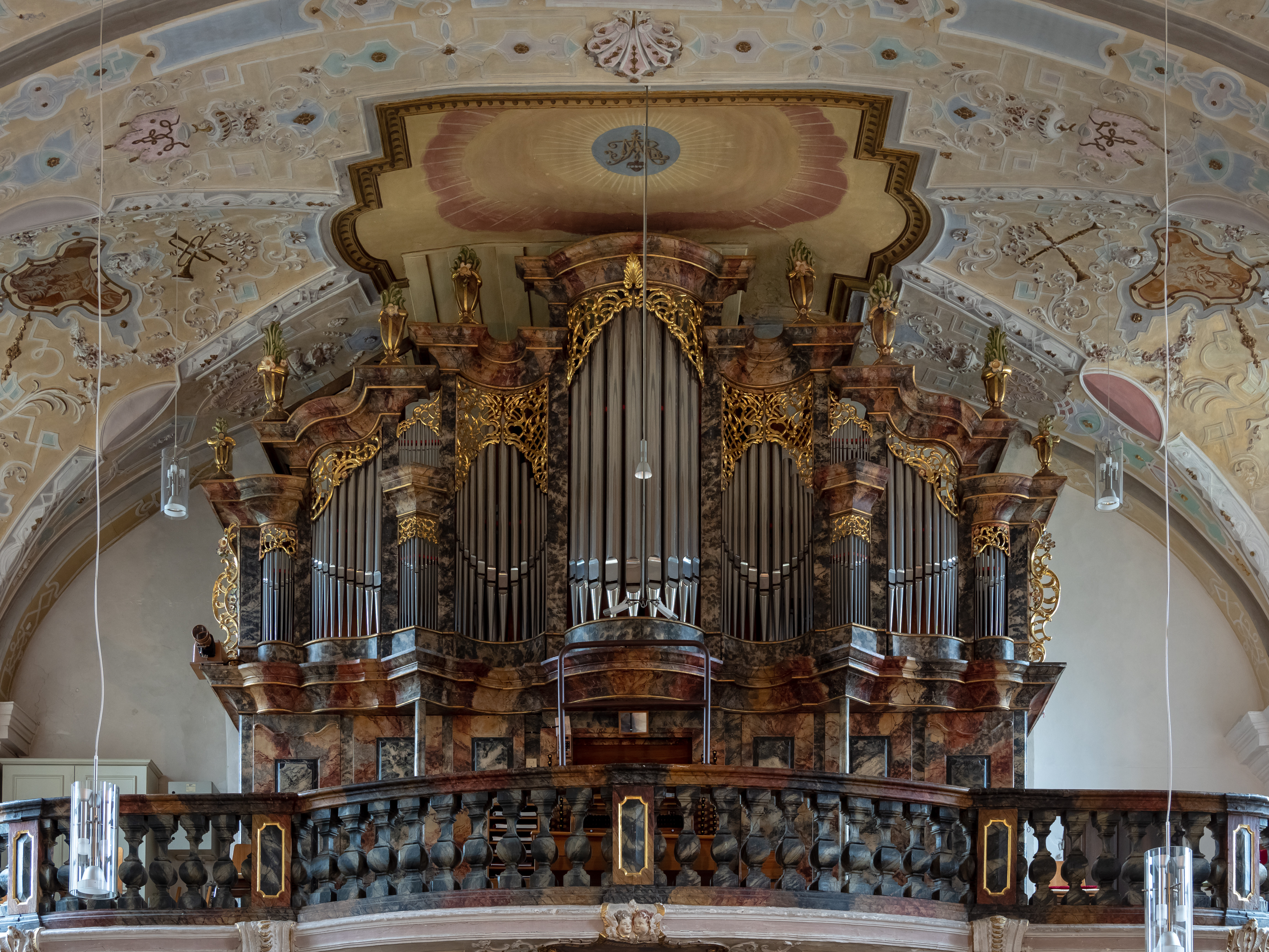
Die Orgel

Die vorhandene Kirche konnte oftmals die Menschenmengen nicht mehr fassen, dazu kam in der Zeit ein anderes ästhetisches Empfinden auf, das mit gotischen Elementen nicht mehr viel anfangen konnte. Man entschied sich daraufhin für einen Neubau, und es entstand nach Plänen des fürstbischöflich-bambergischen Hofarchitekten Johann Jakob Michael Küchel von 1740 bis 1745 die größte und reichste Kirchenanlage der Zeit im Hochstift Bamberg.
Mittelpunkt ist das Gnadenbild aus der Zeit um 1500, umrahmt von einem klassizistischen Hochaltar. Viele Besucher sind beeindruckt von der Helligkeit des Raums und von der reich verzierten Stuckdecke mit den Deckenfresken von Antonio Nove, die biblische und theologische Szenen aus dem Leben der Maria darstellen.
Im Jahre 2012 begannen umfassende Renovierungsarbeiten am Dachstuhl, der Naturschiefereindeckung und dem Glockengestühl der Basilika über einen Zeitraum von eineinhalb Jahren. Sie konnten im Herbst 2013 abgeschlossen werden. Noch im selben Jahr begann die aufwendige Sanierung des angrenzenden Franziskanerklosters, die im Jahre 2014 abgeschlossen wurde.

### Orgel
Die Orgel der Wallfahrtsbasilika Marienweiher wurde 1988 von der Orgelbauwerkstatt Gebrüder Mann (Marktbreit am Main) gebaut und besitzt 40 Register (3 Transmissionen) auf 3 Manualen und Pedal. Die Orgel hat folgende Disposition:
| I Hauptwerk C–g3 |                     |        |
| 1.               | Pommer              | 16′    |
| 2.               | Principal           | 8′     |
| 3.               | Rohrflöte           | 8′     |
| 4.               | Oktav               | 4′     |
| 5.               | Spitzflöte          | 4′     |
| 6.               | Quinte              | 2 ⁄3′  |
| 7.               | Superoktav (aus 9.) | 2′     |
| 8.               | Terz                | 1 3⁄5′ |
| 9.               | Mixtur V            | 2′     |
| 10.              | Trompete            | 8′     |

| II Positiv C–g3 |             |        |
| 11.             | Holzgedeckt | 8′     |
| 12.             | Principal   | 4′     |
| 13.             | Koppelflöte | 4′     |
| 14.             | Nasat       | 2 ⁄3′  |
| 15.             | Oktav       | 2′     |
| 16.             | Terzflöte   | 1 3⁄5′ |
| 17.             | Quinte      | 1 ⁄3′  |
| 18.             | Sifflöte    | 1′     |
| 19.             | Cimbel III  | 1⁄2′   |
| 20.             | Krummhorn   | 8′     |
|                 | Tremulant   |        |

| III Schwellwerk C–g3 |                      |       |
| 21.                  | Bleigedeckt          | 8′    |
| 22.                  | Gambe                | 8′    |
| 23.                  | Vox Coelestis        | 8′    |
| 24.                  | Principal            | 4′    |
| 25.                  | Holzflöte            | 4′    |
| 26.                  | Sesquialter II       | 2 ⁄3′ |
| 27.                  | Blockflöte           | 2′    |
| 28.                  | Superoktav (aus 29.) | 2′    |
| 29.                  | Mixtur V             | 2′    |
| 30.                  | Dulcian              | 16′   |
| 31.                  | Trompette            | 8′    |
| 32.                  | Clairon              | 4′    |
|                      | Tremulant            |       |

| Pedal C–g1 |                      |     |
| 33.        | Violon               | 16′ |
| 34.        | Subbass              | 16′ |
| 35.        | Oktav                | 8′  |
| 36.        | Gedeckt              | 8′  |
| 37.        | Kleingedeckt         | 4′  |
| 38.        | Choralbass (aus 39.) | 4′  |
| 39.        | Hintersatz IV        | 4′  |
| 40.        | Posaune              | 16′ |

- Koppeln: II/I, III/I, III/II, I/P, II/P, III/P

### Glocken
Das Geläut der Wallfahrtsbasilika Marienweiher umfasst fünf Glocken:
| Nr. | Name                  | Gussjahr | Gießer                        | Gewicht | Durchmesser | Schlagton |
| --- | --------------------- | -------- | ----------------------------- | ------- | ----------- | --------- |
| 1   | Marienglocke          | 1820     | Georg Michael Keller, Bamberg | 2650 kg | 1773 mm     | b°        |
| 2   | Elfuhrglocke          | 1765     | Joachim Keller, Bamberg       | 1500 kg | 1397 mm     | d′        |
| 3   | Dreifaltigkeitsglocke | 1755     | Joachim Keller, Bamberg       | 700 kg  | 1113 mm     | f′        |
| 4   | Johannesglocke        | 1716     | Johann Konrad Roth, Forchheim | 600 kg  | 997 mm      | g′        |
| 5   | Kleine Marienglocke   | 1921     | Albert Bachert, Kochendorf    | 550 kg  | 892 mm      | b′        |

## Förderverein und Stiftung
Im Juli 2006 hat sich der Förderverein Freunde der Wallfahrtsbasilika Marienweiher gegründet, dessen Hauptziel die Förderung der Wallfahrten und die Unterstützung der Basilika ist. Im Oktober 2010 wurde der aus Enchenreuth stammende Professor Monsignore Rüdiger Feulner zum neuen Ersten Vorsitzenden gewählt. Im Mai 2009 konnte durch das ehrenamtliche Engagement einiger Frauen ein Klosterladen mit traditionellen und modernen Devotionalien, Büchern und Andenken eröffnet werden. Der Erlös ist für die Sanierung der Kapelle zwischen Kloster und Basilika vorgesehen.
Mit Mitteln des EU-Förderprogramms Leader, des Landkreises Kulmbach, der Marktgemeinde Marktleugast, der Kirchenstiftung Marienweiher und des Fördervereins konnte im Oktober 2010 das Pilgerbüro Marienweiher eröffnet werden. Leiter ist Jörg Schmidt aus Stadtsteinach. Über einen Zeitraum von zwei Jahren sollen dort in Zusammenarbeit mit den Menschen und Initiativen der Region Projekte in den Bereichen Öffentlichkeitsarbeit und Werteorientierung konzipiert und durchgeführt werden.
2014 wurde die Stiftung Wallfahrtsbasilika Marienweiher gegründet, die hauptsächlich die Förderung und Unterstützung des Wallfahrtswesens in ihrer Satzung festgelegt hat. Im Jahre 2014 gründete sich eine Interessensgemeinschaft der Bürger Marienweihers, die sich der Pflege, Restaurierung und Wiederherstellung des Basilikaumfeldes verschrieben hat.

## Wallfahrten
Wallfahrtszeit ist generell von Mai bis Oktober. Den Anfang macht traditionell Oberwarmensteinach am 1. Mai. Hauptwallfahrtstage sind Pfingsten und das Wochenende nach Mariä Geburt. Das Einzugsgebiet reicht im Westen bis Großeibstadt (Rhön) und Reichmannsdorf, im Osten bis Konnersreuth im Stiftland, im Norden bis Haßlach im Frankenwald und im Süden bis Weingarts in der Fränkischen Schweiz. Im Folgenden werden die Wallfahrten nach ihren Orten alphabetisch aufgezählt:
- Bamberg (St. Heinrich, St. Otto, St. Gangolf, Maria Hilf)
- Bayreuth (sämtliche Bayreuther Pfarreien)
- Brand
- Ebermannstadt
- Enchenreuth
- Forchheim
- Friesen
- Geisfeld
- Großeibstadt
- Grundfeld
- Hallstadt
- Haßlach
- Helmbrechts
- Hof
- Hohenberg
- Hollfeld
- Kauernhofen
- Kemnath
- Kirchenpingarten
- Kleinkirchenbirkig
- Konnersreuth
- Kupferberg
- Lahm
- Lettenreuth
- Leutenbach
- Ludwigschorgast
- Marktgraitz
- Marktleugast
- Marktschorgast
- Mehlmeisel
- Münchberg
- Naila
- Neukenroth
- Nordhalben
- Oberköst
- Oberkotzau
- Oberoberndorf
- Oberwarmensteinach
- Pettstadt
- Pretzfeld
- Reichmannsdorf
- Roth
- Schnaid
- Schönwald
- Schwarzenbach an der Saale
- Schwarzenstein/Schwarzenbach am Wald
- Stadelhofen
- Stadtsteinach
- Steinberg
- Steinwiesen
- Trieb
- Troschenreuth
- Uetzing
- Wallenfels
- Wartenfels
- Weigelshofen
- Weingarts
- Weißenstadt/Kirchenlamitz
- Wilhelmsthal
- Wolfersgrün
- Zeyern
- Ziegelerden
- Dekanatswallfahrt Kulmbach (alle 3 Jahre)
- Diözesanwallfahrt des Kolpingwerks